# Unterseeboot 806
L'Unterseeboot 806 (ou U-806) est un sous-marin allemand utilisé par la Kriegsmarine pendant la Seconde Guerre mondiale.

## Historique
Après sa période d'entraînement initial à Stettin en Pologne au sein de la 4. Unterseebootsflottille jusqu'au 31 octobre 1944, l'U-806 est affecté à une formation de combat à Flensburg en Allemagne dans la 33. Unterseebootsflottille le 1er novembre 1944
L'U-Boot reçoit en septembre 1944 un schnorchel afin de lui permettre de recharger ses batteries en plongée.
Le 25 décembre 1944, l'U-806 repère le convoi XB-139 et coule un navire de son escorte, le dragueur de mines canadien NCSM Clayoquot (J174). Il est pris en chasse par l'escorte et s'échappe.
À la suite de la reddition de l'Allemagne nazie, l'U-806 se rend aux forces alliées et est transféré de Wilhelmshaven en Allemagne à Loch Ryan en Écosse le 22 juin 1945 en vue de l'opération alliée massive de destruction d'U-Boote. Il coule à la position géographique de 55° 44′ N, 8° 18′ O le 21 décembre 1945.

## Affectations successives
- 4. Unterseebootsflottille du 29 avril 1944 au 31 octobre 1944
- 33. Unterseebootsflottille du 1er novembre 1944 au 8 mai 1945

## Commandement
- Kapitänleutnant Klaus Hornbostel du 29 avril 1944 au 8 mai 1945

## Navires coulés
L'U-806 a coulé un navire de guerre (le NCSM Clayoquot (J174)) de 672 tonneaux et endommagé un autre navire de 7 219 tonneaux au cours de l'unique patrouille qu'il effectua.

## Sources
- (en) U-806 sur Uboat.net